# ترمجان الصفصاف
ترمجان الصفصاف (الاسم العلمي:Lagopus lagopus) (بالإنجليزية: Willow Ptarmigan)‏ هو نوع من الطيور يتبع جنس الترمجان من الفصيلة التدرجية.